# متیو گینس
متیو گینس (به انگلیسی: Matthew Guinness) (متولد ۶ ژوئن ۱۹۴۰ در لندن) بازیگر بریتانیایی است که علاوه بر چنده فیلم سینمایی در تئاترهای زیادی بازی کرده‌است.
متیو تنها فرزند بازیگر مشهور انگلیسی، الک گینس است.

## فیلمشناسی
- اوپنهایمر (۱۹۸۰)
- بانو جین (۱۹۸۶)